# Nati nel 1962/Novembre
| Questa pagina contiene informazioni ricavate automaticamente dalle voci biografiche con l'ausilio del template Bio e di un bot. L'aggiornamento è periodico e automatico e ricostruisce completamente la pagina. Se manca una persona in questa lista, sei pregato di non aggiungerla, ma accertati piuttosto che la sua voce biografica contenga il template Bio e che i dati anagrafici siano correttamente compilati. Se il template Bio manca, inseriscilo tu stesso o, in alternativa, metti l'avviso {{tmp\|Bio}} che ne segnala la mancanza. Se i dati riportati sono sbagliati, correggi direttamente la voce biografica; le modifiche saranno visibili in questa lista entro pochi giorni. Per chiarimenti vedi il progetto biografie. La lista contiene solo le 274 persone che sono citate nell'enciclopedia e per le quali è stato implementato correttamente il template Bio. Pagina aggiornata al 18 ago 2025. |

- 1º novembre - Anees Bazmee, regista e sceneggiatore indiano
- 1º novembre - Carlos Branca, regista teatrale e attore argentino
- 1º novembre - Agnès Buzyn, politica e medico francese
- 1º novembre - Stefano Casagrande, ex ciclista su strada italiano
- 1º novembre - Brenda Chapman, regista e sceneggiatrice statunitense
- 1º novembre - Fran Clough, ex rugbista a 15 britannico
- 1º novembre - Giuliano Cotellessa, pittore e artista italiano
- 1º novembre - Sharron Davies, ex nuotatrice britannica
- 1º novembre - Irene Fargo, cantante e attrice teatrale italiana († 2022)
- 1º novembre - Magne Furuholmen, musicista norvegese
- 1º novembre - Jill Henselwood, cavallerizza canadese
- 1º novembre - Calvin Johnson, chitarrista e cantautore statunitense
- 1º novembre - Anthony Kiedis, cantautore, rapper e attore statunitense
- 1º novembre - Francisco López Alfaro, allenatore di calcio e ex calciatore spagnolo
- 1º novembre - Mauro Marinello, regista televisivo italiano
- 1º novembre - Zahir Pajaziti, militare kosovaro († 1997)
- 1º novembre - Hendrik Redant, dirigente sportivo e ex ciclista su strada belga
- 1º novembre - Ulf Timmermann, ex pesista tedesco
- 1º novembre - Lauro Tisi, arcivescovo cattolico italiano
- 1º novembre - Helene Udy, attrice, regista e produttrice televisiva statunitense
- 2 novembre - Mireille Delunsch, soprano francese
- 2 novembre - Medina Dixon, cestista statunitense († 2021)
- 2 novembre - Olaf Förster, ex canottiere tedesco
- 2 novembre - Mokhtar Kechamli, calciatore algerino († 2019)
- 2 novembre - Paola Majano, doppiatrice italiana
- 2 novembre - Rónald Marín, ex calciatore costaricano
- 2 novembre - Ron McGovney, bassista statunitense
- 2 novembre - José Luis Medrano, ex calciatore boliviano
- 2 novembre - Derek Mountfield, ex calciatore e allenatore di calcio inglese
- 2 novembre - Maman Suryaman, ex sollevatore indonesiano
- 3 novembre - Paolo Bargiggia, giornalista e conduttore televisivo italiano
- 3 novembre - David Brenner, montatore statunitense († 2022)
- 3 novembre - Ennio Dal Bianco, allenatore di calcio e ex calciatore italiano
- 3 novembre - Kym Hampton, ex cestista statunitense
- 3 novembre - Phil Katz, informatico statunitense († 2000)
- 3 novembre - Slavko Kotnik, ex cestista sloveno
- 3 novembre - Andy Mapple, sciatore nautico britannico († 2015)
- 3 novembre - Gabe Newell, autore di videogiochi statunitense
- 3 novembre - Bartolomeo Pepe, politico italiano († 2021)
- 3 novembre - Antti Rinne, politico finlandese
- 3 novembre - Ben Seresin, direttore della fotografia neozelandese
- 3 novembre - Jacqui Smith, politica britannica
- 4 novembre - Jean-Pierre Bemba, politico della Repubblica Democratica del Congo
- 4 novembre - Roberto Giorgetti, politico sammarinese
- 4 novembre - Steffond Johnson, ex cestista statunitense
- 4 novembre - Rick Yancey, scrittore statunitense
- 5 novembre - Steve Burtt, ex cestista statunitense
- 5 novembre - Alvin Drew, ex astronauta statunitense
- 5 novembre - Jamie Fobert, architetto e designer britannico
- 5 novembre - Michael Gaston, attore statunitense
- 5 novembre - Domenico Loparco, bassista italiano
- 5 novembre - Marcus J. Ranum, informatico statunitense
- 5 novembre - Geir Rönning, cantante norvegese
- 5 novembre - Steve Wacholz, batterista statunitense
- 6 novembre - Frank Bunn, allenatore di calcio e ex calciatore inglese
- 6 novembre - Dolores Delgado, magistrata e politica spagnola
- 6 novembre - Oleh Kalašnikov, politico ucraino († 2015)
- 6 novembre - Stefano Olivato, musicista e polistrumentista italiano
- 6 novembre - Edwin Pavón, allenatore di calcio honduregno († 2018)
- 6 novembre - Andreas Seyfarth, autore di giochi tedesco
- 6 novembre - Aubrey Sherrod, ex cestista statunitense
- 6 novembre - Neven Spahija, allenatore di pallacanestro croato
- 6 novembre - Enrique Urbizu, regista e sceneggiatore spagnolo
- 7 novembre - Bill Allen, attore statunitense
- 7 novembre - Giovanni Caprara, allenatore di pallavolo italiano
- 7 novembre - Ricardo Ernesto Centellas Guzmán, arcivescovo cattolico boliviano
- 7 novembre - Malcolm Danare, attore statunitense
- 7 novembre - Sérgio Guedes, allenatore di calcio e ex calciatore brasiliano
- 7 novembre - Bettina Hoy, cavallerizza tedesca
- 7 novembre - Ken Johnson, ex cestista statunitense
- 7 novembre - Lee Kyung-keun, ex judoka sudcoreano
- 7 novembre - Darron McDonough, allenatore di calcio e ex calciatore inglese
- 7 novembre - Dirk Shafer, modello e attore statunitense († 2015)
- 7 novembre - Zoran Đorđević, regista cinematografico, produttore cinematografico e sceneggiatore serbo
- 8 novembre - Laurent Hilaire, ballerino francese
- 8 novembre - Joe Lombardo, politico statunitense
- 8 novembre - Aurelio Mancuso, politico italiano
- 8 novembre - Nail' Muchamed'jarov, ex sollevatore sovietico
- 8 novembre - Christa Puschmann, ex sciatrice alpina austriaca
- 8 novembre - Delaney Rudd, ex cestista statunitense
- 8 novembre - Carsten Sänger, allenatore di calcio e ex calciatore tedesco orientale
- 8 novembre - Marco Silvestroni, politico italiano
- 9 novembre - Sergio Batista, allenatore di calcio e ex calciatore argentino
- 9 novembre - John Battle, ex cestista statunitense
- 9 novembre - Mette Bergmann, ex discobola norvegese
- 9 novembre - Terry Connor, allenatore di calcio e ex calciatore inglese
- 9 novembre - Steve Hurley, disc jockey e produttore discografico statunitense
- 9 novembre - John Katko, politico e avvocato statunitense
- 9 novembre - Marioara Popescu, ex canottiera romena
- 9 novembre - Teryl Rothery, attrice e doppiatrice canadese
- 9 novembre - Silla Scaranzin, ex cestista italiano
- 10 novembre - Cathy Boswell, ex cestista statunitense
- 10 novembre - Bruno Brunod, fondista di corsa in montagna italiano
- 10 novembre - Giorgio Costantini, bobbista italiano († 2022)
- 10 novembre - Roberto Giolito, designer italiano
- 10 novembre - Ana Hernández, ex cestista cubana
- 10 novembre - Rami Kleinstein, cantante e compositore israeliano
- 10 novembre - Joseph Ouagon, ex cestista centrafricano
- 10 novembre - Francesco Saverio Vinci, banchiere e dirigente d'azienda italiano
- 10 novembre - Mathis Wackernagel, ambientalista svizzero
- 10 novembre - Daniel Waters, sceneggiatore e regista statunitense
- 11 novembre - Vaggelīs Aggelou, allenatore di pallacanestro e ex cestista greco
- 11 novembre - Jamie Bartman, allenatore di hockey su ghiaccio e ex hockeista su ghiaccio canadese
- 11 novembre - Choi Myung-gil, attrice sudcoreana
- 11 novembre - Stefano Colantoni, ex cestista e allenatore di pallacanestro italiano
- 11 novembre - Thierry Goudet, allenatore di calcio e ex calciatore francese
- 11 novembre - Vlado Kasalo, ex calciatore croato
- 11 novembre - Lloyd Langlois, ex sciatore freestyle canadese
- 11 novembre - Mic Michaeli, tastierista svedese
- 11 novembre - Demi Moore, attrice statunitense
- 11 novembre - Giorgio Taormina, ex calciatore italiano
- 12 novembre - Jon Dough, attore pornografico statunitense († 2006)
- 12 novembre - Wim Kieft, ex calciatore olandese
- 12 novembre - Willibald Ruttensteiner, allenatore di calcio, dirigente sportivo e ex calciatore austriaco
- 12 novembre - Neal Shusterman, scrittore e sceneggiatore statunitense
- 12 novembre - Naomi Wolf, giornalista e scrittrice statunitense
- 13 novembre - Alberto D'Anna, batterista italiano († 2015)
- 13 novembre - Fulvio Fiorin, allenatore di calcio e ex calciatore italiano
- 13 novembre - Biagio Izzo, attore, comico e cabarettista italiano
- 13 novembre - Gaetano Orlando, ex hockeista su ghiaccio e allenatore di hockey su ghiaccio canadese
- 13 novembre - Blair Rasmussen, ex cestista statunitense
- 14 novembre - Massimo Codevilla, ex cestista italiano
- 14 novembre - Tommy Coyne, allenatore di calcio e ex calciatore irlandese
- 14 novembre - Stefano Gabbana, stilista e imprenditore italiano
- 14 novembre - Satomi Kōrogi, doppiatrice giapponese
- 14 novembre - Roberto Pelliconi, ex ciclista su strada italiano
- 14 novembre - Laura San Giacomo, attrice statunitense
- 14 novembre - Josh Silver, tastierista e produttore discografico statunitense
- 14 novembre - Jessica Straus, doppiatrice statunitense
- 14 novembre - Atsuko Tanaka, doppiatrice giapponese († 2024)
- 14 novembre - Silvia Tortora, giornalista italiana († 2022)
- 14 novembre - Harland Williams, attore, comico e sceneggiatore canadese
- 15 novembre - Mark Acres, ex cestista statunitense
- 15 novembre - Michael Degiorgio, allenatore di calcio e ex calciatore maltese
- 15 novembre - Martin Esajas, ex cestista olandese
- 15 novembre - Moussa Maaskri, attore algerino
- 15 novembre - Sakyong Mipham Rinpoche, filosofo tibetano
- 15 novembre - Tat'jana Stepanova, coreografa, ballerina e saggista ucraina
- 15 novembre - Kim Vilfort, allenatore di calcio e ex calciatore danese
- 16 novembre - Steve Bould, allenatore di calcio e ex calciatore inglese
- 16 novembre - Giovanni Cervone, allenatore di calcio e ex calciatore italiano
- 16 novembre - Marco Ciappelli, compositore e paroliere italiano
- 16 novembre - Darwyn Cooke, fumettista e animatore canadese († 2016)
- 16 novembre - Alberto Ferrari, regista e sceneggiatore italiano
- 16 novembre - Martial Gayant, dirigente sportivo, ex ciclista su strada e ciclocrossista francese
- 16 novembre - Giuseppe La Placa, vescovo cattolico italiano
- 16 novembre - Giancarlo Lana, ex arbitro di calcio italiano
- 16 novembre - Vladan Matijević, scrittore e poeta serbo
- 16 novembre - Gary Mounfield, bassista britannico
- 17 novembre - Nadia Aprile, politica italiana
- 17 novembre - Michael Bradley, ex rugbista a 15 e allenatore di rugby a 15 irlandese
- 17 novembre - Luca Moretti, allenatore di pallavolo e ex pallavolista italiano
- 17 novembre - Isabella Rauti, politica italiana
- 18 novembre - Kader Belarbi, ex ballerino, direttore artistico e coreografo francese
- 18 novembre - Anthony Circelli, ex hockeista su ghiaccio canadese
- 18 novembre - Jim Filice, pilota motociclistico statunitense
- 18 novembre - Tim Guinee, attore statunitense
- 18 novembre - Kirk Hammett, chitarrista e compositore statunitense
- 18 novembre - Jan Kuehnemund, chitarrista statunitense († 2013)
- 18 novembre - Enrico Mutti, attore italiano
- 18 novembre - Jim Read, ex sciatore alpino canadese
- 19 novembre - Amado Boudou, politico e economista argentino
- 19 novembre - Glenn Buchanan, ex nuotatore australiano
- 19 novembre - Jodie Foster, attrice, regista e produttrice cinematografica statunitense
- 19 novembre - Francesco Giuseppe del Liechtenstein, principe liechtensteinese († 1991)
- 19 novembre - Sean Parnell, politico e avvocato statunitense
- 19 novembre - Nicole Stott, ex astronauta e ingegnere statunitense
- 20 novembre - Yoshitō Asari, animatore e character designer giapponese
- 20 novembre - Paul Birch, calciatore inglese († 2009)
- 20 novembre - Živko Budimir, politico e generale bosniaco
- 20 novembre - Polona Dornik, ex cestista jugoslava
- 20 novembre - Gail Ann Dorsey, musicista statunitense
- 20 novembre - Rajkumar Hirani, regista, sceneggiatore e montatore indiano
- 20 novembre - Abderrazak Khairi, allenatore di calcio e ex calciatore marocchino
- 20 novembre - Peng Liyuan, cantante lirica cinese
- 20 novembre - Davide Marotta, attore italiano
- 20 novembre - Gerardo Martino, allenatore di calcio e ex calciatore argentino
- 20 novembre - Toni Occhiello, regista e sceneggiatore italiano
- 21 novembre - Sabine Busch, ex ostacolista e velocista tedesca
- 21 novembre - Stefano Campagna, giornalista italiano († 2014)
- 21 novembre - Massimo Cavaliere, ex schermidore italiano
- 21 novembre - Steven Curtis Chapman, musicista, cantautore e produttore discografico statunitense
- 21 novembre - Christie Claridge, modella e attrice statunitense
- 21 novembre - Sadanori Hikita, pilota motociclistico giapponese
- 21 novembre - Greig Nori, produttore discografico, chitarrista e cantante canadese
- 21 novembre - Alfonso Sabella, magistrato italiano
- 21 novembre - Rosellina Sbrana, politica e veterinaria italiana
- 21 novembre - Igor Škamperle, sociologo, critico letterario e alpinista sloveno
- 21 novembre - Alan Smith, ex calciatore inglese
- 21 novembre - Christine Vachon, produttrice cinematografica statunitense
- 21 novembre - Erich von Waldburg-Zeil, principe e imprenditore tedesco
- 22 novembre - Gigi Borruso, attore, regista e drammaturgo italiano
- 22 novembre - Stefano Bosetti, ex calciatore italiano
- 22 novembre - Ghislain Briand, ex pattinatore canadese
- 22 novembre - Cleo Fields, politico statunitense
- 22 novembre - Mats Hedberg, compositore, chitarrista e arrangiatore svedese
- 22 novembre - Paul Herijgers, ex ciclocrossista e mountain biker belga
- 22 novembre - Sumi Jo, soprano sudcoreano
- 22 novembre - Jim Matheos, chitarrista statunitense
- 22 novembre - Raphael Meade, ex calciatore inglese
- 22 novembre - Miguel Olaortúa Laspra, vescovo cattolico e missionario spagnolo († 2019)
- 22 novembre - Bogusława Olechnowicz, ex judoka polacca
- 22 novembre - Viktor Olegovič Pelevin, scrittore russo
- 22 novembre - Fabio Poli, dirigente sportivo, allenatore di calcio e ex calciatore italiano
- 23 novembre - Slim Belkhodja, scacchista tunisino
- 23 novembre - Alessio Bertallot, conduttore radiofonico, cantante e disc jockey italiano
- 23 novembre - Andrea Blackwell, ex cestista canadese
- 23 novembre - Keld Bordinggaard, allenatore di calcio e ex calciatore danese
- 23 novembre - Carlinhos Brown, cantante, compositore e percussionista brasiliano
- 23 novembre - Nicolás Maduro, politico e sindacalista venezuelano
- 23 novembre - Philippe Renaud, ex canoista francese
- 24 novembre - Giovanni Azzone, ingegnere italiano
- 24 novembre - John Kovalic, fumettista e illustratore statunitense
- 24 novembre - Jiří Malec, ex saltatore con gli sci ceco
- 24 novembre - Velvet McIntyre, ex wrestler irlandese
- 24 novembre - Renato Rinino, criminale italiano († 2003)
- 24 novembre - John Squire, musicista inglese
- 24 novembre - Paul Thorburn, rugbista a 15 gallese
- 24 novembre - Tracey Wickham, ex nuotatrice australiana
- 25 novembre - Federico Gelli, medico e politico italiano
- 25 novembre - Lee Hye-young, attrice sudcoreana
- 25 novembre - Andrea Lucchetta, ex pallavolista italiano
- 25 novembre - Hironobu Sakaguchi, autore di videogiochi e regista giapponese
- 25 novembre - Antonio Suetta, vescovo cattolico italiano
- 25 novembre - Alexey Titarenko, fotografo russo
- 26 novembre - Fernando Bandeirinha, allenatore di calcio e ex calciatore portoghese
- 26 novembre - Linda Davis, cantante statunitense
- 26 novembre - Hannes Holm, regista e sceneggiatore svedese
- 26 novembre - Viliam Hýravý, ex calciatore slovacco
- 26 novembre - Fernando Maio de Paiva, vescovo cattolico portoghese
- 27 novembre - Conrad Anker, alpinista e scrittore statunitense
- 27 novembre - Charlie Benante, batterista statunitense
- 27 novembre - Mike Bordin, batterista statunitense
- 27 novembre - Luigi Contu, giornalista italiano
- 27 novembre - Euge Groove, sassofonista, compositore e musicista statunitense
- 27 novembre - Piotr Kiełpikowski, ex schermidore polacco
- 27 novembre - Tom Lawton, ex rugbista a 15 e allenatore di rugby a 15 australiano
- 27 novembre - Retno Marsudi, diplomatica e politica indonesiana
- 27 novembre - Antonio Pascotto, giornalista italiano
- 27 novembre - Jan Schur, ex ciclista su strada tedesco
- 27 novembre - Davey Boy Smith, wrestler inglese († 2002)
- 27 novembre - Manfred Steiner, ex saltatore con gli sci austriaco
- 27 novembre - Regina Street, ex cestista statunitense
- 28 novembre - Rose Abdoo, attrice statunitense
- 28 novembre - Mohamed Al-Jawad, ex calciatore saudita
- 28 novembre - Andreas Behm, sollevatore tedesco orientale († 2021)
- 28 novembre - Matt Cameron, batterista statunitense
- 28 novembre - Peter Chan, regista e produttore cinematografico cinese
- 28 novembre - Giuseppe Frascolla, ex cestista italiano
- 28 novembre - Marco Ricca, attore e produttore cinematografico brasiliano
- 28 novembre - Jon Rønningen, ex lottatore norvegese
- 28 novembre - Jane Sibbett, attrice e disc jockey statunitense
- 28 novembre - Jon Stewart, conduttore televisivo, regista e comico statunitense
- 28 novembre - Raimundo Nonato Tavares da Silva, ex calciatore e allenatore di calcio brasiliano
- 29 novembre - Petter Stordalen, imprenditore norvegese
- 29 novembre - Edson Aparecido de Souza, ex calciatore brasiliano
- 29 novembre - Ronny Jordan, chitarrista e compositore britannico († 2014)
- 29 novembre - Andy LaRocque, chitarrista svedese
- 29 novembre - Petra Lang, soprano tedesco
- 29 novembre - Andrew McCarthy, attore e regista televisivo statunitense
- 29 novembre - Alex Stivrins, ex cestista statunitense
- 29 novembre - Karl Sundqvist, ex canoista svedese
- 30 novembre - Füzuli Allahverdiyev, ex calciatore azero
- 30 novembre - Aleksandr Borodjuk, allenatore di calcio e ex calciatore russo
- 30 novembre - Neil Burger, regista, sceneggiatore e produttore cinematografico statunitense
- 30 novembre - Troy Douglas, ex velocista bermudiano
- 30 novembre - P. J. Hogan, regista e sceneggiatore australiano
- 30 novembre - Bo Jackson, ex giocatore di football americano, giocatore di baseball e attore statunitense
- 30 novembre - Trond Johansen, ex calciatore norvegese
- 30 novembre - Werner Kiem, dirigente sportivo e ex biatleta italiano
- 30 novembre - Kim Bong-Soo, ex tennista sudcoreano
- 30 novembre - Daniel Minahan, regista e sceneggiatore statunitense
- 30 novembre - Jimmy Del Ray, wrestler statunitense († 2014)
- 30 novembre - Stacey Sher, produttrice cinematografica e produttrice televisiva statunitense